# Provincia Brandenburg
Provincia Brandenburg a fost una din cele zece provincii din Prusia, care s-a dezmembrat după cel de al doilea război mondial. Brandenburg se afla în centrul Prusiei, capitala ei fiind între anii 1815–1827) Potsdam, între  (1827–1843), Berlin,  între  (1843–1918 Potsdam și din nou Berlin între anii (1918–1946).

## Impărțirea administrativă din regiunea Frankfurt
Districte urbane
1. Stadtkreis Cottbus (din 1886)
2. Stadtkreis Forst (Lausitz) (din 1897)
3. Stadtkreis Frankfurt (Oder) (din 1826)
4. Stadtkreis Guben (din 1884)
5. Stadtkreis Landsberg (Warthe) (din 1892)

Districte rurale
1. Landkreis Calau
2. Landkreis Cottbus
3. Landkreis Crossen (Oder)
4. Landkreis Guben
5. Landkreis Königsberg Nm.
6. Landkreis Landsberg (Warthe)
7. Landkreis Lebus (Landratsamt până în 1863 in Frankfurt/Oder, ulterior Seelow)
8. Landkreis Luckau (Nd. Laus.)
9. Landkreis Lübben (Spreewald)
10. Landkreis Meseritz
11. Landkreis Oststernberg (Landratsamt in Zielenzig)
12. Landkreis Schwerin (Warthe)
13. Landkreis Soldin
14. Landkreis Sorau (Lausitz)
15. Landkreis Spremberg (Lausitz)
16. Landkreis Weststernberg (Landratsamt in Reppen)
17. Landkreis Züllichau-Schwiebus (Landratsamt in Züllichau)

## Impărțirea administrativă din regiunea Potsdam
| Districte urbane 1. Stadtkreis Lichtenberg (1908–1920; ulterior cartier din Groß-Berlin)1 2. Stadtkreis Schöneberg (1899–1920; ulterior cartier din Groß-Berlin)1 3. Stadtkreis Wilmersdorf (1907–1920; ulterior cartier din Groß-Berlin)1 4. Stadtkreis Brandenburg an der Havel (din 1881) 5. Stadtkreis Charlottenburg (1877–1920; ulterior cartier din Groß-Berlin) 6. Stadtkreis Eberswalde (din 1911) 7. Stadtkreis Neukölln (1899–1920; ulterior cartier din Groß-Berlin) 8. Stadtkreis Potsdam (din 1809) 9. Stadtkreis Rathenow (din 1925) 10. Stadtkreis Spandau (1886–1920; ulterior cartier din Groß-Berlin) 11. Stadtkreis Wittenberge (din 1922) | Districte rurale 1. Landkreis Angermünde 2. Landkreis Beeskow-Storkow (Landratsamt in Beeskow) 3. Landkreis Jüterbog-Luckenwalde (Landratsamt in Jüterbog) 4. Landkreis Niederbarnim (Landratsamt in Berlin) 5. Landkreis Oberbarnim (Landratsamt in Bad Freienwalde) 6. Landkreis Osthavelland (Landratsamt in Nauen) 7. Landkreis Ostprignitz (Landratsamt in Kyritz) 8. Landkreis Prenzlau 9. Landkreis Ruppin (Landratsamt in Neuruppin) 10. Landkreis Teltow (Landratsamt in Berlin) 11. Landkreis Templin 12. Landkreis Westhavelland (Landratsamt in Rathenow) 13. Landkreis Westprignitz (Landratsamt in Perleberg) 14. Landkreis Zauch-Belzig (Landratsamt in Belzig) |